# Жмакін Олексій Васильович
Олексій Васильович Жмакін (нар. 1888 — ?) — український радянський діяч, головний агроном Коростишівського районного земельного відділу Житомирської області. Депутат Верховної Ради УРСР 2-го скликання.

## Життєпис
У 1911 році закінчив Санкт-Петербурзький університет. Здобув сільськогосподарську освіту. Понад тридцять років пропрацював агрономом.
Керував бурякорадгоспом, працював агрономом Житомирського окружного земельного відділу. До 1941 року — агроном Житомирського обласного земельного відділу.
Під час німецько-радянської війни у 1941 році був евакуйований до Тамбовської області РРФСР, де працював агрономом Новопокровського радгоспу. У 1944 році повернувся на Житомирщину.
З 1944 року — головний агроном Коростишівського районного земельного відділу Житомирської області.

## Нагороди
- орден Леніна (23.01.1948)
- медалі